# 倫敦巴士
倫敦巴士是倫敦交通局的附屬部門，管理運行大倫敦地區內的巴士服務，于1999年在大伦敦政府法案颁布后成立，接管原先由英国政府下属機構伦敦區域运输管理的大伦敦及周边地区巴士线路。倫敦巴士運營通過招標決定，合同通常為五年 / 七年（2022年4月起）。如果符合績效要求，合同可延長兩年。巴士路線由倫敦交通局制定及管理。倫敦交通局也出版各種巴士地圖。

## 概覽
倫敦交通局給予倫敦巴士的主要職責如下：
- 規劃全新路線、修訂現有路線
- 確立各路線的服務水平、監察服務質素
- 管理各巴士站、提供乘客資訊（如時間表、車站及網上的巴士路線圖、網上的路線規劃服務）

### 營運
倫敦區域運輸法（1984年）規定倫敦區域運輸需要開設稱為倫敦巴士的附屬公司，倫敦巴士將會制定巴士路線走線、車資及服務水平，並透過合約將巴士路線的服務經營權授予私人公司。因此營運倫敦巴士路線的私人公司需配合政府所規定的巴士路線走線、車資及服務水平來營運。
雖然現今倫敦巴士的管理機構已於2000年7月3日從英國運輸部的倫敦區域運輸轉移至大倫敦政府轄下的倫敦交通局，但上述規範仍保留至今。倫敦巴士授予的服務經營權合約年期一般為五年（直至2022年4月） / 七年（2022年4月起）。如私人公司的營運水平達到合約的要求，倫敦巴士可選擇將合約的有效期延長兩年。

### 出版
倫敦巴士有出版多款巴士路線圖。2002年起，倫敦交通局首次出版蜘蛛狀路線圖（Spider map）。這些路線圖並沒有一次過顯示大倫敦的所有巴士路線，而是分區顯示巴士路線。在路線圖中，中間位置為地圖，顯示了大倫敦某個市鎮（鎮中心或主要地區）的巴士站位置。地圖框以外的週邊位置則是巴士路線的拓撲地圖，顯示了各路線的大致走向、車站和途經地區。其設計部分參考了哈利·貝克的倫敦地鐵路線圖。

## 法律地位
倫敦巴士的法律主體是倫敦巴士服務有限公司（London Bus Services Limited, LBSL）。此公司是倫敦交通局的附屬公司。
1985年4月1日倫敦巴士服務私有化，倫敦區域運輸（London Regional Transport，倫敦交通局前身）成立了倫敦巴士有限公司（London Buses Limited, LBL）。該公司管有12支巴士營運車隊（於1988年後期開始）和其他資產。這些車隊已於1994/95年度全數賣出，買方大多數是獲得倫敦巴士服務合約的私人營辦商。

## 規模
伦敦巴士网络规模庞大。截至2021年3月，倫敦巴士擁有超過700條巴士路線。2019/20年度，倫敦巴士的使用人次達20.9億。

## 票價與優惠
倫敦巴士不論乘車距離﹐成人收費均統一為£1.75（截至2025年5月），與倫敦電車相同。乘客只能使用蠔卡、其他非接觸式支付系統或定期票繳付車資。乘客可於拍卡後一小時內不限次數免費轉乘同一 / 其他巴士路線 / 倫敦電車。倫敦交通局為使用蠔卡及其他非接觸式支付系統的倫敦巴士或 / 及電車乘客設有收費上限（巴士及電車合併計算），每日（04:30 - 翌日04:29）上限為£5.25；每週上限為£24.70。
乘客可於網上（僅限英國居民）、出售蠔卡的商店、所有倫敦地鐵及倫敦地上鐵車站、大部分伊利沙伯線車站、部分碼頭區輕便鐵路車站、旅客中心及位於克羅伊登的電車連線店（Tramlink Shop）購買蠔卡及增值，以使用倫敦巴士服務。截至2025年5月，每張蠔卡的價格為£7（不設退款）。
11歲以下的兒童毋須成人陪伴，就可以免費乘搭倫敦巴士及電車。11-15歲的兒童則需使用印有相片的蠔卡或旅行卡才可免費乘搭倫敦巴士，否則需支付成人車費。倫敦巴士亦為16-18歲的大倫敦居民設有車資優惠。

### 定期票
倫敦巴士於2014年7月6日起不再接受以現金支付車資，並於2015年1月2日重新推出一日票。現時倫敦巴士（及電車）亦已推出7日票、月票及年票。
| 票種  | 購買地點 | 成人價格（截至2022年11月） |
| ----- | --- | -------------------------- |
| 7日票 | 網上（需持有英國銀行戶口、非接觸式支付系統 / 蠔卡帳戶）、倫敦交通局應用程式、鐵路站（包括所有倫敦地鐵、倫敦地上鐵及大部分伊利沙伯線車站）售票機、出售蠔卡的商店、旅客中心 | £23.30                     |
| 月票  | 網上（需持有英國銀行戶口、非接觸式支付系統 / 蠔卡帳戶）、倫敦交通局應用程式、鐵路站（包括所有倫敦地鐵、倫敦地上鐵及大部分伊利沙伯線車站）售票機、出售蠔卡的商店、旅客中心 | £89.50                     |
| 年票  | 網上（需持有英國銀行戶口、非接觸式支付系統 / 蠔卡帳戶）、倫敦交通局應用程式、出售蠔卡的商店、旅客中心                                                                     | £932                       |

旅行卡（不論收費區）適用於任何倫敦巴士路線。然而，只有適用於倫敦軌道運輸第3 / 4 / 5 / 6收費區的旅行卡可用於倫敦電車。
乘客可於網上（需持有英國銀行戶口、非接觸式支付系統 / 蠔卡帳戶）、倫敦交通局行動應用程式購買有效期為7日 / 1個月 / 1年 / 自選（1.5至10.5個月）的旅行卡。出售蠔卡的商店、鐵路站（包括所有倫敦地鐵及倫敦地上鐵車站、大部分伊利沙伯線及位於大倫敦的國鐵車站）售票機亦有出售有效期為7日 / 1個月的旅行卡。

## 运营企业
目前倫敦巴士下属线路由以下运营企业运营：爱瑞发伦敦、Go-Ahead伦敦（蓝三角公司、码头区巴士、伦敦市中心公司、
伦敦综合公司）、Metroline、捷达伦敦（东伦敦公司、Selkent、泰晤士河畔公司）、沙利文巴士、Transport UK London Bus、 第一巴士倫敦和Uno。
各公司有各自的巴士车辆编号系统及车厂代码。

## 車輛

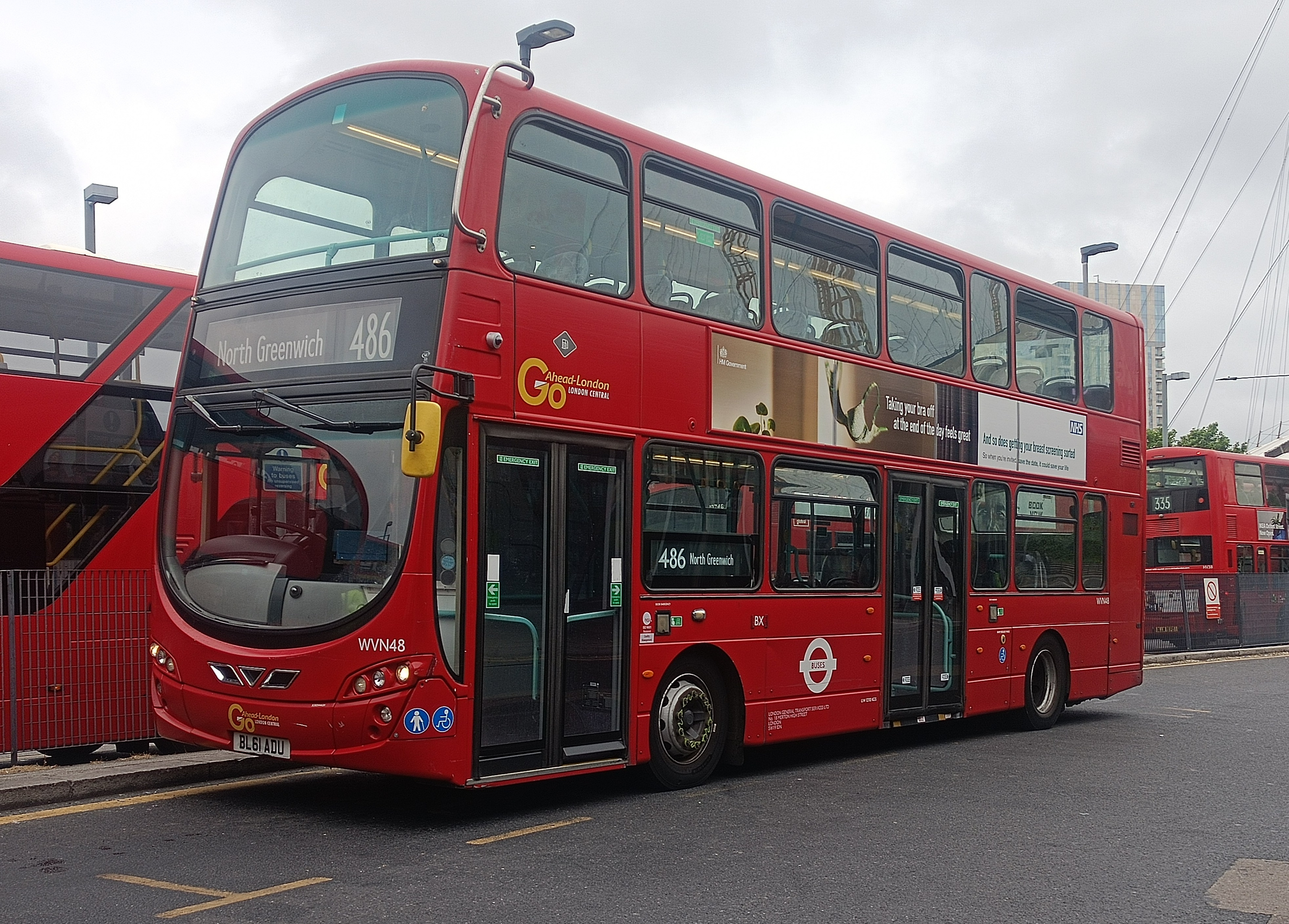
一部前進倫敦(Go Ahead London)營運的富豪B9TL柴油巴士，以倫敦紅作為車身顏色。

截至2022年3月，倫敦巴士擁有8,795部巴士，其中3,854部為混能巴士、785部為電動巴士、22部為氫能巴士。由2006年起，倫敦巴士轄下的所有巴士均設有低地台，出入口均設無障礙通道 。
不同的私人營辦商會使用各自的巴士車型提供倫敦巴士服務。然而所有由倫敦巴士管轄的巴士均會以紅色作為車身主色。私人營辦商使用的車型都必須滿足倫敦巴士為每一條巴士路線設立的條件，例如倫敦市中心大部分巴士路線所使用的巴士必須設有獨立出口（倫敦以外的英國巴士均逐漸使用單一出入口）。此外，多數巴士路線亦有規定須使用單 / 雙層巴士，部分路線的雙層巴士則必須採用直梯設計。倫敦巴士亦曾於服務經營權合約中規定私人營辦商採用的巴士車型必須使用印有目的地字樣的捲式換頁裝置，而倫敦以外的英國巴士已多數改為配備電子點陣式 / LED顯示屏以顯示目的地。

### 車型演變歷史
倫敦於1993年引入首輛低地台單層巴士，並於1998年引入首輛低地台雙層巴士。由2002年起，倫敦交通局開始引入雙節巴士，並於高鋒期擁有393輛梅賽德斯-賓士Citaro雙節巴士。這些雙節巴士讓倫敦得以淘汰高地台的AEC Routemaster巴士，並提升載客量。倫敦的所有高地台巴士均已於2005年底退役，使倫敦巴士車隊全數為無障礙巴士。倫敦亦因而比英國全國提早10年完成全數巴士無障礙化的目標。

#### 新型Routemaster / 取締雙節巴士

典型的倫敦巴士站牌，方格為淺藍色的路線為通宵路線。站牌頂的字母協助乘客分辨不同位置的巴士站

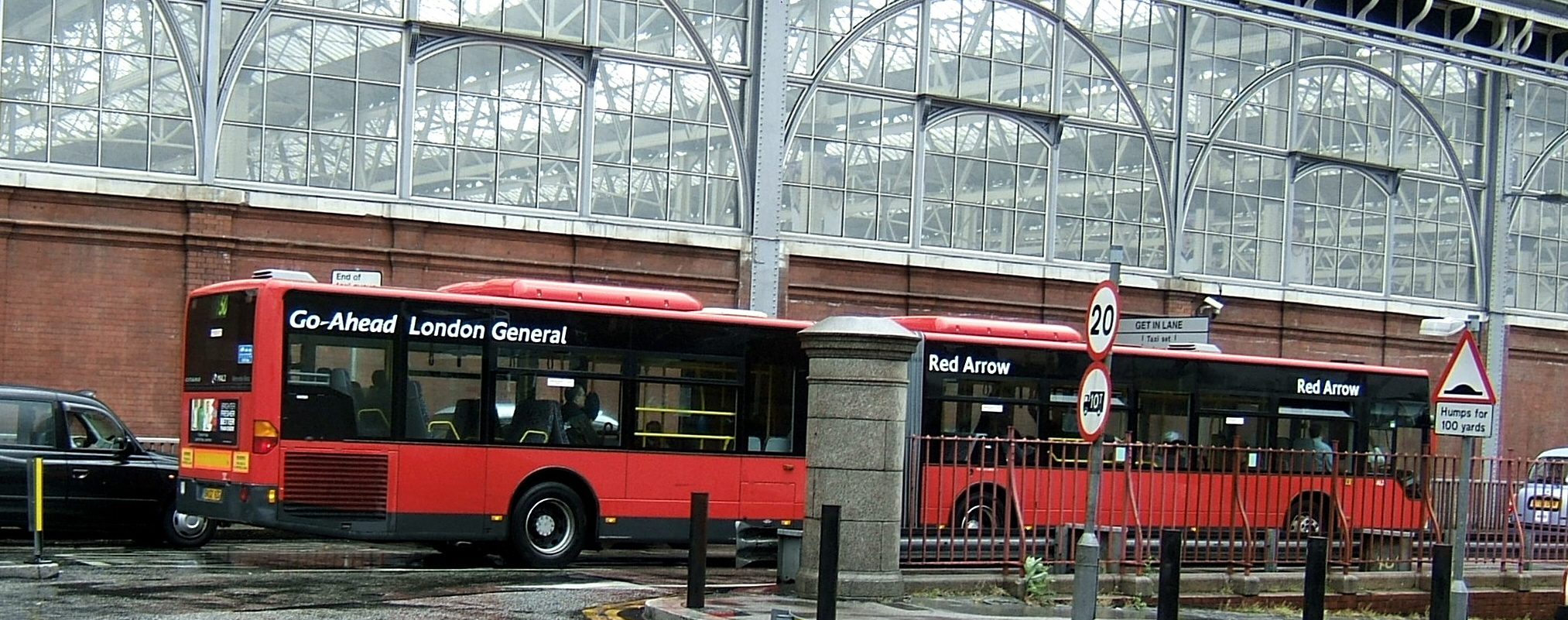
一輛前進倫敦（Go-Ahead London）營運的红箭雙節巴士，現已退役

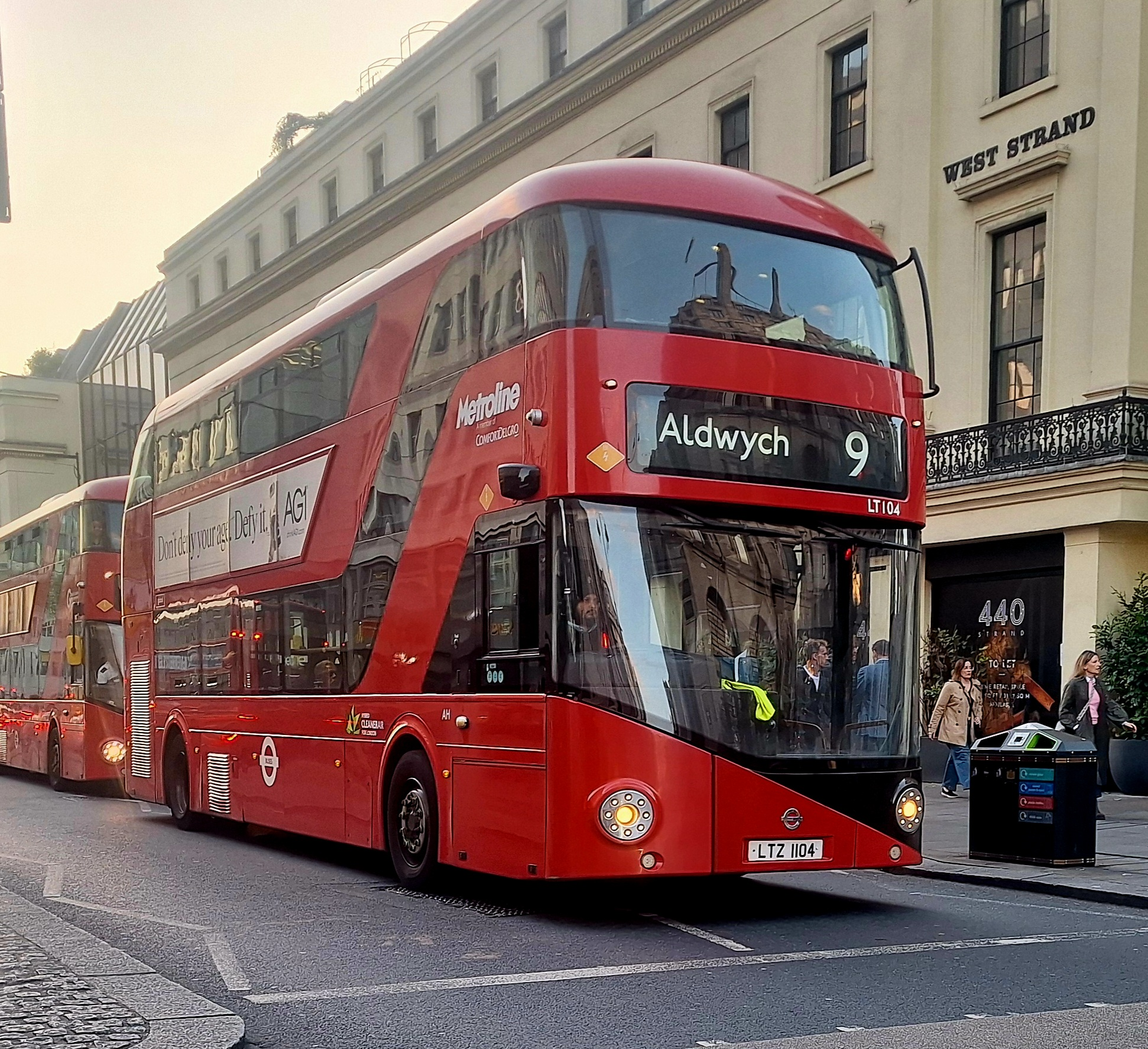
一辆Metroline營運的新伦敦巴士，行驶伦敦巴士9线

约翰逊於2008年5月4日起成為倫敦市長，倫敦交通局則於同年7月4日宣佈倫敦新巴士設計比賽，其中參賽者將會為新一代、使用混合動力的Routemaster（New Routemaster）提交概念及詳細的巴士設計方案。倫敦交通局期望新巴士能夠於2012年（下屆市長選舉）前投入生產。
2008年8月，倫敦交通局宣布將會從2009年起逐步停駛雙節巴士。為了減少額外成本，這些巴士將會在五年合約期滿後退役，並由私人營辦商決定的車型所取代。私人營辦商可選擇三軸巴士作為替代車型。倫敦移動監察（London TravelWatch）於2008年9月研究發現，以雙層巴士取代雙節巴士的成本將較保留雙節巴士昂貴。由於一輛雙層巴士的載客量（85人）較一輛雙節巴士（120人）低，倫敦交通局變相需要更多的雙層巴士去取代雙節巴士，以維持巴士路線的整體載客量。
2008年12月7日，約翰遜在英國廣播公司第二頻道節目Top Gear中的訪問中明確表示，雙節巴士會於2010年左右退役，並被雙層巴士取締。在此之前節目曾舉行一項賽車比試，以比較幾款倫敦常見公車。結果是單層巴士取勝，原因是雙層巴士在最後一個彎翻車。
首批雙節巴士於2009年5月退役，退役前曾服務倫敦巴士507、521號（紅箭巴士）。而最後一批雙節巴士則於2011年12月9日退役，退役前曾服務來往海耶斯和白城的倫敦巴士207號線。
2010年5月，約翰遜公佈了New Routemaster巴士的設計。新巴士擁有三道門和兩條樓梯，並設有一個開放式平台供乘客上落車。New Routemaster是由赫斯維克工作室設計，並由萊特巴士負責生產，每輛造價為355,000英鎊。首輛Routemaster巴士於2012年2月投入服務。
2016年12月，新任倫敦市長簡世德決定不再增購新的New Routemaster巴士。當時倫敦交通局只訂購了1000輛新巴士（為約翰遜展望訂購數量的一半） 。2020年，倫敦交通局宣佈為了解決新巴士的逃票問題（新巴士的逃票次數為一般巴士的兩倍），將會為這些新巴士進行改造，使乘客改為只使用前門上車，並使用中門及後門落車。

#### 由低排放逐步邁向零排放

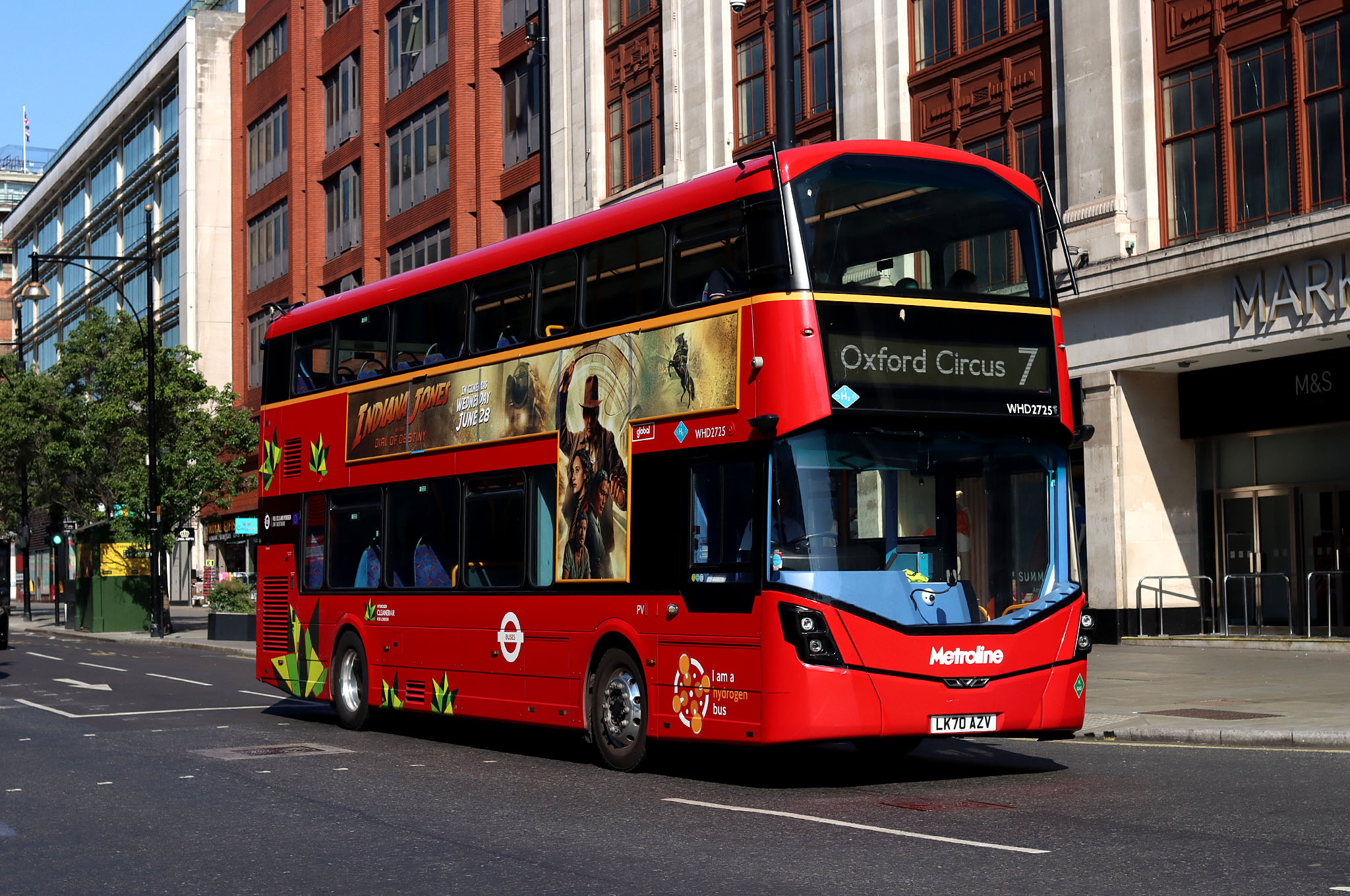
服務倫敦巴士7號線的氫能巴士

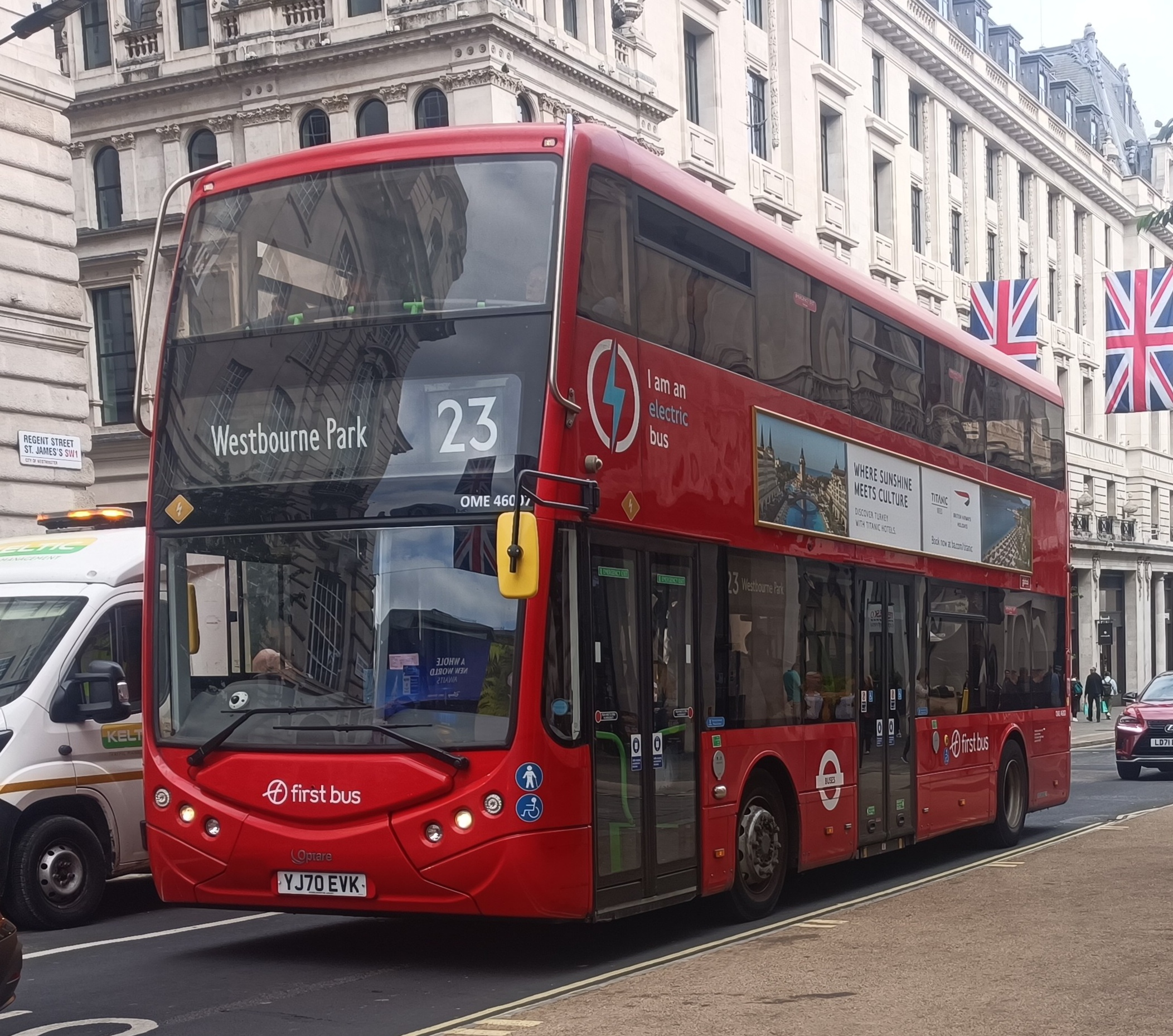
行走23线的电动双层巴士

1990年代早期，倫敦巴士曾推出多項措施減少巴士排放，包括淘汰老舊車型（如AEC Routemaster）、使用超低硫柴油、以及為巴士安裝柴油碳微粒濾清器 。
2004年1月，3輛氫能巴士展開為期兩年的試驗，並於倫敦巴士25號線投入服務。同年9月，這些巴士改為服務倫敦巴士RV1號線，以測試氫能巴士於繁忙時間的營運狀況。這些巴士於2007年1月退役。
2005年12月，所有倫敦巴士均符合歐盟2型的排放標準。
2006年2月7日，時任倫敦市長肯·李文斯頓為首批於倫敦投入服務的混能巴士揭幕。此批巴士為6輛由萊特巴士生產的單層巴士。2006年10月，首輛服務倫敦的雙層混能巴士揭幕，這輛巴士造價為285,000英鎊，亦由萊特巴士生產，是世界首輛雙層混能巴士。其車身主色為紅色、綠色，以象徵其低排放的特性。該輛巴士於2007年2月在倫敦巴士141號線投入服務。
2013年12月，首批電動巴士在倫敦巴士507、521號線投入服務，以測試其性能。這批單層巴士由比亞迪汽車於中國製造。由於使用電力的成本較柴油低，比亞迪估計電動巴士可節省高達75%的營運成本。由於測試成功，倫敦交通局向比亞迪汽車增購了電動巴士。
2015年，世界上首輛電動雙層巴士在倫敦巴士98號線投入服務 。2016年，倫敦巴士507、521號線成為首批完全使用電動巴士的單層巴士路線。2019年，倫敦巴士43號線成為首條完全使用電動巴士的雙層巴士路線
。
由2020年秋季起，服務倫敦的新單層巴士均必須為電動或氫能零排放巴士。
2021年，透過淘汰所有老舊車型、改造柴油巴士、引入新的混能 / 電動巴士，倫敦交通局宣佈所有倫敦巴士均已符合歐盟6型的排放標準。倫敦市長現時目標為於2037年前實現所有倫敦巴士零排放。
2021年6月，世界首部氫能雙層巴士於倫敦巴士7號線投入服務。
2022年10月，倫敦巴士132號的電動巴士首次使用集電弓快速充電，是倫敦首次使用此技術為巴士充電。

## 自動車輛定位系統
所有倫敦巴士轄下巴士均使用稱為iBus的自動車輛定位系統。iBus是由西門子公司研發，並為乘客提供車站播報（包括顯示屏及聲音報站）、改善巴士到站時間的資訊準確度。此外，此系統亦會於交通路口讓巴士優先過路。
2006年1月16日，倫敦巴士首次使用此系統，並將系統安裝於行走倫敦巴士149號線的巴士上，以展開為期八星期的測試。由於測試成功，倫敦巴士於2007年起陸續為轄下巴士安裝此系統。2009年，所有倫敦巴士已安裝此系統。

## 延伸阅读
- 伦敦巴士服务

## 外部連結
- Official website of London Buses
- iBus